# Львов, Виктор Константинович
Виктор Константинович Львов (при рождении Дмитрий Ксенофонтович Савчук; 9 сентября (21 сентября) 1898, с. Повитье Кобринский уезд, Гродненская губерния, Российская империя — 25 декабря 1976, Москва, РСФСР) — советский государственный деятель, народный комиссар машиностроения СССР (1938—1939).

## Биография
Родился в крестьянской семье, русский. В 1933 г. окончил Ленинградский индустриальный институт по специальности инженер-металлург.
С 1920 г. — командир взвода, затем командир роты.
В 1924—1926 гг. — курсант Объединенной военной школы имени В. И. Ленина в Ташкенте.
- 1926—1927 гг. — помощник начальника штаба полка по оперативной части.
- 1927—1929 гг. — адъютант начальника Управления пограничной охраны и войск ОГПУ.
- 1929—1933 гг. — студент сначала Ленинградского горного института, а затем Ленинградского индустриального института.
- 1933—1934 гг. — помощник мастера, мастер, начальник цеха завода «Красный путиловец» (Ленинград).
- 1934—1935 гг. — в заграничной командировке (Бельгия).
- 1935—1937 гг. — начальник мартеновского цеха завода «Красный путиловец»;
- 1937 г. — главный металлург завода;
- 1937—1938 гг. — секретарь партийного комитета завода,
- январь-июль 1938 г. — директор завода.
- 1938—1939 гг. — народный комиссар машиностроения СССР.
- 1939—1942 гг. — заместитель директора по металлургии НИИ-13 наркомата вооружения СССР (Ленинград).
- 1942—1944 гг. — директор завода № 188 наркомата вооружения СССР в Новосибирске.
- 1944—1946 гг. — директор завода № 75 наркомата вооружения СССР в г. Юрга Кемеровской области.
- 1946—1947 гг. — заместитель начальника мартеновского цеха Кировского завода в Ленинграде.
- 1947—1950 гг. — уполномоченный и начальник технического отдела министерства транспортного машиностроения СССР в Советской военной администрации в Германии.
- 1950—1954 гг. — директор Всесоюзного проектно-технологического института Министерства транспортного машиностроения СССР в Москве.
- 1954—1956 гг. — директор завода дорожных машин в Москве.
- 1956—1957 гг. — директор Всесоюзного проектно-технологического института Министерства строительного и дорожного машиностроения СССР.

Член РКП(б) с августа 1918 г. Депутат Верховного Совета РСФСР 1 созыва.
С февраля 1957 г. персональный пенсионер союзного значения.

## Награды и звания
Награждён орденом Трудового Красного Знамени.